# Jacques Herb
Jacques Herb, pseudoniem van Jacques van Herp, (Rotterdam, 28 mei 1946), is een Nederlandse zanger.

## Biografie
De zanger Jacques Herb werd in Rotterdam geboren. Hij was de jongste uit een gezin van dertien kinderen. Amper vijftien jaar oud monsterde hij aan bij de "wilde vaart" en liet in de diverse zeehavens zijn talent als zanger reeds horen. Hij begeleidde zichzelf daarbij op zijn gitaar. In 1970 werd hij door Pierre Kartner ontdekt, tijdens een talentenjacht in Scheveningen.

## Doorbraak
In 1970 won Herb met het eigengeschreven nummer De toreador (o, o, signorita) een talentenjacht in Scheveningen. Deze werd door de AVRO op televisie uitgezonden. Hierdoor kwam hij in contact met Pierre Kartner die vervolgens voor hem het nummer Manuela bewerkte, waarmee Herb een enorme hit scoorde. Het nummer Maar een Man mag niet huilen was ook nog goed voor 80.000 singles. Hierna kreeg Herb nog enkele kleine hits. In 1991 had Herb een rol in de film van Paul Ruven, De tranen van Maria Machita. De film werd bekroond met een Tuschinski Award en een Gouden Kalf in de categorie Beste korte film. In 2005 deed Herb mee aan Bobo's in the Bush, hij werd hierin achtste.
In 2002 is Herb benoemd tot lid van de Orde van Oranje-Nassau.
Op 22 april 2009 tekende hij bij VNC-producties uit Zundert een platencontract voor het leven.
In juni 2009 bracht Jacques Herb het nummer Ik heb de zomer meegebracht uit.
In 2019 was Herb gastartiest tijdens de concerten van De Toppers in de Johan Cruijff ArenA.
In 2022 dook hij op in een aflevering van het televisieprogramma Secret Duets.

## Manuela
De hit Manuela zorgde voor een stijging van de populariteit van die voornaam. In 1970 werden er nog 143 meisjes met de naam Manuela geboren. In 1971 waren dat er 327. Daarna neemt de populariteit van de voornaam weer af.

## Discografie

### Albums
| Album met eventuele hitnotering(en) in de Nederlandse Album Top 100 | Datum van verschijnen | Datum van binnenkomst | Hoogste positie | Aantal weken | Opmerkingen |
| ------------------------------------------------------------------- | --------------------- | --------------------- | --------------- | ------------ | ----------- |
| Mijn levenslied - 40 Jaar Manuela                                   | 22-10-2011            | 29-10-2011            | 67              | 3            |             |

### Singles
| Single met eventuele hitnotering(en) in de Nederlandse Top 40 | Datum van verschijnen | Datum van binnenkomst | Hoogste positie | Aantal weken | Opmerkingen |
| ------------------------------------------------------------- | --------------------- | --------------------- | --------------- | ------------ | --- |
| De toreador (o, o, signorita)                                 | 1970                  | 28-11-1970            | 31              | 5            | |
| Manuela                                                       | 1971                  | 26-06-1971            | 1(3wk)          | 23           | met Riwi's / Nr. 1 in de Daverende Dertig / Hit van het jaar 1971                                                    |
| Een man mag niet huilen                                       | 1972                  | 04-03-1972            | 7               | 7            | Nr. 7 in de Daverende Dertig                                                                                         |
| Werkeloos                                                     | 1972                  | 08-07-1972            | 19              | 5            | Nr. 23 in de Daverende Dertig                                                                                        |
| Veronica 538                                                  | 1972                  | 07-10-1972            | 9               | 9            | met Vader Abraham en zijn Goede Zonen en de Makkers / Nr. 18 in de Daverende Dertig / Alarmschijf                    |
| Is Jacques Herb mijn echte naam                               | 1972                  | 14-10-1972            | 31              | 4            | |
| Rozen geef ik jou, Maria                                      | 1974                  | 08-06-1974            | tip15           | -            | |
| Kleine Tamara                                                 | 1977                  | -                     |                 |              | |
| Torremolinos (I love you)                                     | 1980                  | 19-07-1980            | tip16           | -            | |
| Nooit zal ik jou vergeten                                     | 1993                  | -                     |                 |              | Nr. 77 in de Nationale Hitparade                                                                                     |
| Manuela 2 (Het vervolg)                                       | 1996                  | 02-11-1996            | tip19           | -            | |
| Ik heb de zomer meegebracht                                   | 2009                  | -                     |                 |              | Nr. 39 in de Single Top 100                                                                                          |
| Ik doe alles voor jou                                         | 2010                  | -                     |                 |              | Nr. 69 in de Single Top 100                                                                                          |
| Er is een plaats diep in m'n hart                             | 2010                  | -                     |                 |              | Nr. 64 in de Single Top 100                                                                                          |
| Onze kracht                                                   | 2011                  | -                     |                 |              | Als onderdeel van Hollandse Kerst Sterren / Benefietsingle voor "Doe een wens stichting" Nr. 54 in de Single Top 100 |

| Single met hitnotering(en) in de Vlaamse Ultratop 50 | Datum van verschijnen | Datum van binnenkomst | Hoogste positie | Aantal weken | Opmerkingen                             |
| ---------------------------------------------------- | --------------------- | --------------------- | --------------- | ------------ | --------------------------------------- |
| Manuela                                              | 1971                  | 07-08-1971            | 3               | 19           | met Riwi's / Nr. 5 in de Radio 2 Top 30 |
| Een man mag niet huilen                              | 1972                  | 18-03-1972            | 12              | 11           | Nr. 10 in de Radio 2 Top 30             |
| Veronica 538                                         | 1972                  | 11-11-1972            | 14              | 5            | met Vader Abraham                       |

### NPO Radio 2 Top 2000
| Nummer met noteringen in de NPO Radio 2 Top 2000 | '99  | '00  | '01  | '02  | '03  | '04  | '05 | '06  | '07  | '08  |
| ------------------------------------------------ | ---- | ---- | ---- | ---- | ---- | ---- | --- | ---- | ---- | ---- |
| Manuela                                          | 1295 | 1275 | 1575 | 1879 | 1219 | 1201 | 638 | 1001 | 1300 | 1066 |

1. ↑  Een vetgedrukt getal geeft de hoogste notering aan.
2. ↑  Deze tabel is bijgewerkt tot en met de laatste editie (2024).

- International Standard Name Identifier: 0000 0004 0649 2085
- MusicBrainz: 66018cf8-2421-4773-89ba-eecf14dc51a1
- Virtual International Authority File: 301670014
- WorldCat: E39PBJvd4br3JP8gWpxDMWjcT3

- popinstutuut
- easybookings
- Lukassen Produkties